# Shanti del Nepal
Shanti del Nepal (nome completo: Shanti Rajya Lakshmi Devi Shah del Nepal; Katmandu, 20 novembre 1940 – Katmandu, 1º giugno 2001) è stata una principessa del Nepal in quanto prima figlia del re Mahendra del Nepal e della sua prima moglie, la principessa ereditaria Indra Rajya Lakshmi Devi
È stata uccisa insieme a molti parenti nel massacro del 1º giugno 2001.

## Biografia

### Infanzia
La principessa Shanti del Nepal nacque nel Palazzo Reale di Narayanhiti a Katmandu, nel Regno del Nepal. Fu la prima figlia del re Mahendra del Nepal e della sua prima moglie, la principessa ereditaria Indra Rajya Lakshmi Devi, morta nel 1950.
Il nome Shanti significa "Pace Interiore".
Venne educata nel Convento di Loreto a Darjeeling, e all'Università Tribhuvan, a Katmandu.

### Matrimonio
La principessa Shanti si sposò con  Kumar Deepak Jang Bahadur Singh, 60° Raja di Bajhang (morto nel 1984 a Londra) l'8 febbraio 1965 a Katmandu. Ebbero tre figli, due maschi e una femmina.

### Vita successiva

#### Campo medico
Conosciuta come umile e laboriosa, la principessa Shanti è stata coinvolta in diverse attività di assistenza sociale.
Nel 1972, ha fondato la "Nepal Leprosy Relief Association" e ne è diventata patrona nel 1994. Un membro a vita della Croce Rossa nepalese e della "Family Planning Association", la Principessa Shanti ha contribuito notevolmente al benessere delle persone disabili, diventando presidente del comitato di gestione del fondo di assistenza ai disabili nel 1987.

#### Massacro della famiglia Reale
Il 1º giugno 2001, dieci membri della famiglia reale nepalese furono assassinati dal principe ereditario Dipendra. Dipendra puntò un fucile contro il padre re Birendra e sparò, ferendolo con diversi proiettili ma non uccidendolo. Uscì nel giardino e caricò un altro fucile, e rientrò poco dopo con l'intento di sparare di nuovo al padre, ma venne fermato dallo zio, il principe Dhirendra, che gli disse: «Basta così, dammi il fucile!», ma fu colpito a bruciapelo. Poco dopo Dipendra sparò e ferì mortalmente Kumar Khadga, marito della principessa Sharada, che accorse al suo fianco, poco dopo, Dipendra sparò anche a lei, uccidendola. Dipendra sparò poco dopo a Kumar Gorakh Shamsher, marito della principessa Shruti, quest'ultima accorse al fianco del marito ma venne colpita da diversi proiettili, morì in ospedale a causa del dissanguinamento dopo lo sparo, mentre il marito sopravvisse. Dipendra sparò poi alla principessa Shova, intenta a fermare l'assassino, che fortunatamente sopravvisse. Dipendra allora si avvicinò alla principessa Komal, seduta su un divano, alla quale sparò, ma la donna sopravvisse. Dipendra sparò poi alla principessa Shanti, seduta a fianco della principessa Komal. La principessa Shanti si parò la testa con le mani, ma Dipendra le sparò allo stomaco, uccidendola sul colpo.

## Discendenza
La principessa Shanti e suo marito ebbero tre figli:
1. Binod Singh, 61° Raja di Bajhang.
2. Pramod Singh.
3. Chhaya Devi, sposò Pradeep Bikram Rana, di Jajarkot.

## Ascendenza
|                                                                      |                                                                |                                                               | Genitori       |  |  | Nonni |  |  | Bisnonni                                      |  |  | Trisnonni                                |  |
|                                                                      |                                                                |                                                               |                |  |  |       |  |  | Prithvi Prithvi Bir Bikram Shah, re del Nepal |  |  | Trailokya, Principe ereditario del Nepal |  |
|                                                                      |                                                                |                                                               |                |  |  |       |  |  | Prithvi Prithvi Bir Bikram Shah, re del Nepal |  |  | Trailokya, Principe ereditario del Nepal |  |
|                                                                      |                                                                | Lalit Rajya Lakshmi Devi                                      |                |  |  |       |  |  | Prithvi Prithvi Bir Bikram Shah, re del Nepal |  |  |                                          |  |
| Tribhuvan Bir Bikram Shah Dev, re del Nepal                          |                                                                |                                                               |                |  |  |       |  |  | Prithvi Prithvi Bir Bikram Shah, re del Nepal |  |  |                                          |  |
|                                                                      |                                                                | Divyeshwari Rajya Lakshmi Devi, principessa Rajput del Punjab | …              |  |  |       |  |  |                                               |  |  |                                          |  |
|                                                                      |                                                                | Divyeshwari Rajya Lakshmi Devi, principessa Rajput del Punjab | …              |  |  |       |  |  |                                               |  |  |                                          |  |
|                                                                      |                                                                | Divyeshwari Rajya Lakshmi Devi, principessa Rajput del Punjab | …              |  |  |       |  |  |                                               |  |  |                                          |  |
| Mahendra Bir Bikram Shah Dev, re del Nepal                           |                                                                | Divyeshwari Rajya Lakshmi Devi, principessa Rajput del Punjab |                |  |  |       |  |  |                                               |  |  |                                          |  |
|                                                                      |                                                                | Arjan Singh Sahib, Raja di Chhatara, Barhgaon e Oudh          | …              |  |  |       |  |  |                                               |  |  |                                          |  |
|                                                                      |                                                                | Arjan Singh Sahib, Raja di Chhatara, Barhgaon e Oudh          | …              |  |  |       |  |  |                                               |  |  |                                          |  |
|                                                                      |                                                                | Arjan Singh Sahib, Raja di Chhatara, Barhgaon e Oudh          | …              |  |  |       |  |  |                                               |  |  |                                          |  |
| Kanti Rajya Lakshmi Devi                                             |                                                                | Arjan Singh Sahib, Raja di Chhatara, Barhgaon e Oudh          |                |  |  |       |  |  |                                               |  |  |                                          |  |
|                                                                      |                                                                | Krishnavati Devi Sahiba                                       | …              |  |  |       |  |  |                                               |  |  |                                          |  |
|                                                                      |                                                                | Krishnavati Devi Sahiba                                       | …              |  |  |       |  |  |                                               |  |  |                                          |  |
|                                                                      |                                                                | Krishnavati Devi Sahiba                                       | …              |  |  |       |  |  |                                               |  |  |                                          |  |
| Shanti del Nepal                                                     |                                                                | Krishnavati Devi Sahiba                                       |                |  |  |       |  |  |                                               |  |  |                                          |  |
|                                                                      | Juddha Shamsher Jang Bahadur Rana, Maragià di Lambjang e Kaski | Dhir Shamsher Jang Bahadur Rana, Maragià di Lambjang e Kaski  |                |  |  |       |  |  |                                               |  |  |                                          |  |
|                                                                      | Juddha Shamsher Jang Bahadur Rana, Maragià di Lambjang e Kaski | Dhir Shamsher Jang Bahadur Rana, Maragià di Lambjang e Kaski  |                |  |  |       |  |  |                                               |  |  |                                          |  |
|                                                                      | Juddha Shamsher Jang Bahadur Rana, Maragià di Lambjang e Kaski | Juhar Kumari Devi                                             |                |  |  |       |  |  |                                               |  |  |                                          |  |
| Hari Shamsher Jang Bahadur Rana, Maragià di Lambjang e Kaski         | Juddha Shamsher Jang Bahadur Rana, Maragià di Lambjang e Kaski |                                                               |                |  |  |       |  |  |                                               |  |  |                                          |  |
|                                                                      |                                                                | Jetha Bada Maharani Padma Kumari, degli Shah di Gulmi         | N. Bikram Shah |  |  |       |  |  |                                               |  |  |                                          |  |
|                                                                      |                                                                | Jetha Bada Maharani Padma Kumari, degli Shah di Gulmi         | N. Bikram Shah |  |  |       |  |  |                                               |  |  |                                          |  |
|                                                                      |                                                                | Jetha Bada Maharani Padma Kumari, degli Shah di Gulmi         | …              |  |  |       |  |  |                                               |  |  |                                          |  |
| Indra Rajya Lakshmi Devi, della Casa dei Rana                        |                                                                | Jetha Bada Maharani Padma Kumari, degli Shah di Gulmi         |                |  |  |       |  |  |                                               |  |  |                                          |  |
|                                                                      |                                                                | N. Bikram Shah                                                | N. Bikram Shah |  |  |       |  |  |                                               |  |  |                                          |  |
|                                                                      |                                                                | N. Bikram Shah                                                | N. Bikram Shah |  |  |       |  |  |                                               |  |  |                                          |  |
|                                                                      |                                                                | N. Bikram Shah                                                | …              |  |  |       |  |  |                                               |  |  |                                          |  |
| Megha Kumari Rajya Lakshmi, sorella del colonnello Mohan Bikram Shah |                                                                | N. Bikram Shah                                                |                |  |  |       |  |  |                                               |  |  |                                          |  |
|                                                                      |                                                                | …                                                             | …              |  |  |       |  |  |                                               |  |  |                                          |  |
|                                                                      |                                                                | …                                                             | …              |  |  |       |  |  |                                               |  |  |                                          |  |
|                                                                      |                                                                | …                                                             | …              |  |  |       |  |  |                                               |  |  |                                          |  |
|                                                                      |                                                                | …                                                             |                |  |  |       |  |  |                                               |  |  |                                          |  |